# JS8
JS8 ist eine im Amateurfunk und CB-Funk benutzte digitale Betriebsart zur drahtlosen Kommunikation. Sie wird insbesondere auf Kurzwelle zum Austausch von Freitextnachrichten genutzt. Die dazu notwendige Software heißt JS8Call.

## Eigenschaften
Das Protokoll JS8 ist eine Weiterentwicklung von FT8. Im Unterschied zu FT8 ermöglicht JS8 die einfache Übermittlung kurzer, frei gestalteter Textnachrichten. Der Austausch persönlicher Nachrichten mit der Gegenstation steht im Vordergrund, vergleichbar mit den Chats in einem Instant Messenger. Die bisher einzige verfügbare Software heißt JS8Call. Sie wurde von WSJT-X, Fldigi und FSQCall inspiriert. Nebst Senden und Empfangen von Textnachrichten stellt sie folgende Funktionalitäten zur Verfügung:
- Heartbeat Network: Automatische Aussendung einer Nachricht mit Bitte um Empfangsbestätigung (heartbeat). Automatische Aussendung von Empfangsbestätigungen für empfangene heartbeats.
- Abfrage verschiedener Parameter bei der Gegenstation: Eigene Signalstärke, empfangbare Stationen, gespeicherte Nachrichten etc.
- Speichern von Nachrichten bei der Gegenstation.
- Weiterleitung von Nachrichten über mehrere Stationen bis zur Zielstation.
- Vier Geschwindigkeitsstufen mit jeweils unterschiedlicher Empfindlichkeit.

## Geschichte
JS8 wurde im Jahr 2018 von Jordan Sherer KN4CRD entwickelt. Er wollte die Robustheit und Empfindlichkeit des FT8-Protokolls auch für die Übertragung von frei erstellten Textmitteilungen verwenden. Dies ist in FT8 nur erschwert möglich und von den Anwendern oft gar nicht erwünscht. Der anfangs verwendete Name FT8Call wurde zu JS8 (Protokoll) und JS8Call (Software) geändert, um Verwechslungen mit FT8 zu vermeiden. JS8 und JS8Call sind von FT8 und deren Entwicklungsteam unabhängig. Am 1. April 2019 erschien die erste öffentlich verfügbare Version 1.0.0 von JS8Call.

## Aktivitäten
Am zweiten Samstag/Sonntag des Monats findet jeweils von 19-19 Uhr UTC die monatliche JS8 QSO Party statt. Sie bietet eine Möglichkeit, in dieser Betriebsart einfacher Funkkontakte herzustellen; es handelt sich dabei nicht um einen Wettbewerb.

### CB-Funk
Folgende Frequenz im 11-Meter-Band ist weltweit Vorzugsfrequenz für JS8Call im CB-Funk:
| 11 m       | CEPT-Kanal | Mode |
| ---------- | ---------- | ---- |
| 27,245 MHz | Kanal 25   | USB  |

## Technik
Aus dem zu sendenden Text wird mit der Software ein Audiosignal generiert und ins Funkgerät eingespeist. Empfangene Signale wiederum werden als Audiosignal an den Computer weitergeleitet und mit der Software decodiert. Die Übertragung des Hochfrequenz-Funksignals erfolgt im oberen Seitenband. Sender und Empfänger halten sich an ein starres Zeitraster. Dazu nutzen beide üblicherweise eine Synchronisation mit der Atomzeit, die beispielsweise über das Network Time Protocol (NTP) im Internet weltweit verfügbar ist. Falls keine exakte Zeitsynchronisation möglich ist, so kann diese in der Software anhand der empfangenen Signale von Hand erfolgen.
Die Textnachricht beliebiger Länge wird in Blöcke unterteilt, die je nach Geschwindigkeitseinstellung eine unterschiedliche Länge und Bandbreite haben:
| Bezeichnung | Geschwindigkeit (WPM) | Bandbreite (Hz) | Blocklänge (s) | ungefähre minimale Empfindlichkeit (dB) |
| ----------- | --------------------- | --------------- | -------------- | --------------------------------------- |
| langsam     | 8                     | 25              | 30             | -28                                     |
| normal      | 16                    | 50              | 15             | -24                                     |
| schnell     | 24                    | 80              | 10             | -20                                     |
| turbo       | 40                    | 160             | 6              | -18                                     |